# Blajievo, Kiustendil
Blajievo (în bulgară Блажиево) este un sat în comuna Boboșevo, regiunea Kiustendil,  Bulgaria. 

## Demografie
Componența etnică a satului Blajievo
     Bulgari (99,77%)
     Nicio identificare (0,22%)
     Altele (0%)
La recensământul din 2011, populația satului Blajievo era de 444 locuitori. Din punct de vedere etnic, majoritatea locuitorilor (99,77%) erau bulgari. Pentru 0,22% din locuitori nu este cunoscută apartenența etnică.